# Polnischer Kolorismus

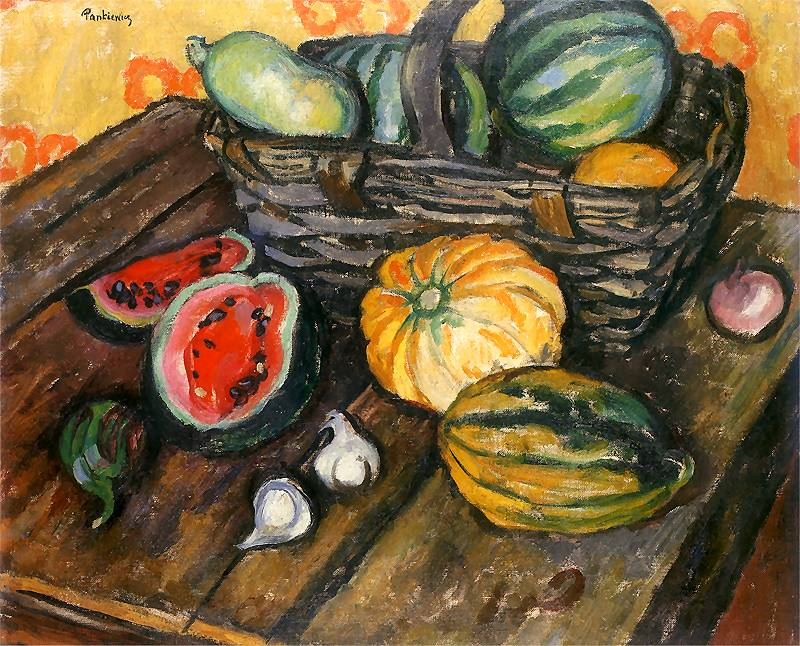
Józef Pankiewicz, „Stillleben mit Wassermeloneen“ (Martwa natura z kawonami), 1920

Als Polnischer Kolorismus (polnisch: Koloryzm) oder auch als Kapismus (polnisch: Kapizm) wird eine dem Kolorismus zugerechnete Kunstbewegung bezeichnet, die die polnische Malerei in den 1930er und 1940er Jahren dominierte. Die ästhetischen Vorstellungen dieses Stils bestimmten die kunstwissenschaftliche Entwicklung der Zeit. Die Errungenschaften der Koloristen wurden aber auch zu einem Dauerwert der gegenwärtigen polnischen Malerei.

## Entwicklung
Das Verständnis der Vertreter dieser Kunstrichtung entwickelte sich aus den Überlegungen des „Pariser Komitees“ (in Polnisch: Komitet Paryskiej Pomocy dla Wyjeżdżających Studentów na Studia Malarskie do Francji), das 1923 von Józef Pankiewicz mit elf Studenten an der Kunsthochschule Krakau (Akademia Sztuk Pięknych) gegründet worden war. Diese Vorstellungen standen im Gegensatz zu den Traditionen romantischer Kunst in Polen, die den Mitgliedern des Komitees zu eng an das polnische Geschichtsverständnis und den polnischen Symbolismus gebunden war. Die Mitglieder der Gruppe siedelten nach Paris über. Die Bewegung wurde dort stark von Pierre Bonnard, der Modernen École de Paris in ihrer Spätphase und vom französischen Post-Impressionismus beeinflusst. Nach bis zu sieben Jahren Aufenthalt in Paris kehrten die Mitglieder der Gruppe nach Krakau zurück.

## Umsetzung
Ziel der Koloristen war eine Änderung des Kunstverständnisses in Polen. Eine malerische Entscheidung des Bildes sollte das Hauptziel des Schaffens ohne Beachtung politischer oder gesellschaftlicher Kontexte sein. So glaubten sie an eine „ewige Kunst“. In Anknüpfung an den französischen Impressionismus kämpften sie auch um eine bessere Qualität der Malerei. Um die Unabhängigkeit in der Malerei zu wahren, wurden vorwiegend neutrale Themen wie Stillleben, Landschaften, Akte oder Porträts gewählt.
Im Ergebnis dominierte die Farbe über die Struktur eines Bildes, sie schaffte die Stimmung. Form wurde mittels Farbe gestaltet. Schwarztöne wurden vermieden, Licht wurde mittels warmer Farben, Schatten mit kalten Schattierungen dargestellt. Die Malweise war einfach, Symbolik und Zweideutigkeit wurden unterdrückt.

„Dzieło sztuki istnieje samo w sobie. Malując z natury chcemy stworzyć płótno, by odpowiadało naszemu przeżyciu malarskiemu wobec natury, więc nie żeby było dokumentem podobieństwa, ale żeby dało grę stosunków i działań plastycznych, na których koncepcję nas ta natura naprowadza. Płótno powinno być rozstrzygnięte po malarsku.“

„Das Kunstwerk besteht selbst in sich. Wenn wir aus der Natur malen, wollen wir ein Bild schaffen, das unserem malerischen Erlebnis gegenüber der Natur entspricht, es soll kein Dokument der Ähnlichkeit werden, aber es soll das Spiel der Zustände und darstellenden Tätigkeiten spiegeln, wobei die Natur uns zu dieser Konzeption führt. Das Bild soll auf eine malerische Weise gestaltet werden.“

## Vertreter
Als Begründer der Bewegung gilt Józef Pankiewicz. Bedeutende Vertreter und Gründungsmitglieder waren Jan Cybis, Józef Czapski, Józef Jarema, Artur Nacht-Samborski, Piotr Potworowski, Hanna Rudzka-Cybisowa und Zygmunt Waliszewski. Weitere, teilweise spätere Mitglieder des Komitees waren Seweryn Boraczok, Janusz Strzałecki, Marian Szczyrbuła, Jacek Puget, Józef Krzyżański, Dorota Seydenmann und Stanisław Szczepański.
Das Nationalmuseum in Krakau verfügt über die größte Gemäldesammlung polnischer Koloristen. Hier sind Schüler von Józef Pankiewicz vorwiegend mit Nachkriegswerken vertreten.